# Victor Bers
Victor Bers (* 30. August 1944 in Providence) ist ein US-amerikanischer Altphilologe.

## Leben
Nach der Promotion zum Ph. D. an der Harvard University 1972 lehrte er als Professor of Classics an der Yale University.
Seine Forschungsschwerpunkte sind griechische Literatur des 5. und 4. Jahrhunderts v. Chr., insbesondere Tragödien und Redekunst sowie griechische Stilistik.

## Schriften (Auswahl)
- Enallage and Greek style. Leiden 1974, ISBN 90-04-03786-1.
- Greek poetic syntax in the classical age. New Haven 1984, ISBN 0-300-02812-1.
- Speech in speech. Studies in incorporated Oratio Recta in Attic drama and oratory. Lanham 1997, ISBN 0-8476-8449-0.
- Genos dikanikon. Amateur and professional speech in the courtrooms of classical Athens. Cambridge 2009, ISBN 0-674-03203-9.
- mit David Elmer, Douglas Frame und Leonard Muellner (Hg.): Donum natalicium digitaliter confectum Gregorio Nagy septuagenario a discipulis collegis familiaribus oblatum. Washington, DC 2012.